# ワンダーミンツ
ワンダーミンツ (The Wondermints) は、1990年に結成されたアメリカ合衆国のパワー・ポップバンドである。

## メンバー
- Darian Sahanaja：ダリアン・サハナジャ（key、vo）
- Nick Walusko：ニック・ワルスコ（vo、g）
- Mike D' Amico：マイク・ダミコ（ds、vo）
- Brian Kassan：ブライアン・カッサン（B）※1995年脱退

## 歴史
- 1982年にバンドの中心人物、ダリアン（Key、Vo）とニック（Vo、G）の2人がロスアンジェルスで出会ったことをきっかけに、1990～91年にワンダーミンツを結成する。
- 1994年、ブライアン・ウィルソン（元ザ・ビーチ・ボーイズ）とのライヴ･セッション音源を含むデモ・テープを制作。これ以降、ブライアン・ウィルソンとの交流が始まる。
- 1995年、ブライアン・カッサンが脱退。ジム・ミルズが代わりに加入（1996年脱退）
- 1997年、コメディ映画『オースティン・パワーズ』にThe Mingtea名義で出演
- 1999年、ブライアン・ウィルソンの初ソロ・ツアーのバック・バンドに参加。3月から6月に行われたアメリカ・ツアー（11公演）及び7月の日本ツアー（4公演）に同行。
- 1999年7月16日、日本ツアーの際に、初の来日公演「Onenight Special Gig」を渋谷クラブクアトロにて行う。
- 1999年、ダリアンがショコラに楽曲『Wonder Christmas』を提供。
- 2001年9月、再びブライアン・ウィルソン「PetSounds TOUR」のツアー・メンバーとして来日公演に帯同するはずだったが、9月11日のアメリカ同時多発テロ事件の影響により公演自体が延期（翌年来日）。
- 2002年、ダリアンとニックが、6月に行われたエリザベス女王即位50周年記念祝賀イベントにて、ブライアン・ウィルソンのバックにて演奏
- 2004年、ブライアン・ウィルソンに全面的に協力し、37年の年月を経て『スマイル』が完成。ステージで披露、後にスタジオ録音盤CD・LPを発表。
- 2005年1月、ブライアン・ウィルソン「SMILE TOUR」のツアー・メンバーとして来日。

## ディスコグラフィ
アルバム
※表示年は日本でのリリース年
- 「WONDERMINTS」（1995年）

邦題『ワンダーミンツ』（トイズファクトリー）。アメリカでは1996年にリリース。
- 「Wonderful　World　of　Wondermints」（1996年）

邦題『ワンダーミンツの素晴らしき世界』（トイズファクトリー）
- 「Bali」（1998年）

邦題『バリ』エピック（NeoSite）
2001年8月にアメリカにて、9月にはヨーロッパにて発売。
- 「Mind If We Make Love To You」（2003年）

邦題『恋する気持ち』（ポニーキャニオン）
- 「Kaleidoscopin': Exploring Prisms of the Past」（2009年）

邦題『カレイド・スコーピン:アーリー・デモ&アウト・テイクス』（Solid Records、輸入盤：国内流通仕様）
EP
- 「Cellophane EP」（1999年）

邦題『Cellophane EP』エピック（NeoSite）